# Semiothisa densinotata
Semiothisa densinotata là một loài bướm đêm trong họ Geometridae.